# توماس فيغ
توماس فيغ (بالدنماركية: Thomas Fig)‏ هو لاعب كرة قدم دنماركي في مركز الوسط، ولد في 30 مارس 1977 في فايله في الدنمارك. شارك مع منتخب الدنمارك تحت 21 سنة لكرة القدم. أما مع النوادي، فقد لعب مع نادي بادوفا ونادي فايله.